# 南部作戦室
南部作戦室（なんぶさくせんしつ、英語: Southern Operations Room）、通称SORは、シリア南部ダルアー県、スワイダー県、クネイトラ県のさまざまな武装ドゥルーズ派と反体制派で構成されるシリア反体制派連合である。2024年12月6日、2024年のシリア反体制派攻勢時にシリア南部で設立された。

## 誕生と組織の構造
南部作戦室の設立は2024年12月6日に発表され、「第8旅団」と「中央委員会」と呼ばれるグループと、スワイダー県とクネイトラ県両県に拠点を置く他の組織から構成されると宣言された 。SOR司令部が発表した公式声明の中で、同グループはシリア南部地域を支配しながら治安と安定を維持することを約束した。さらに、「自由を獲得し、自らの国を建設する」というシリア国民の決断を支持するよう、世界各国に呼びかけた。
SORは「統一された公正なシリア」を創るという目的を強調し、その過激な活動を「自由と尊厳」のための戦いであると位置づけている。混乱を回避し、紛争後の安定した国家をつくるため、指導者たちは、シリアのさまざまなコミュニティと協力しながら、元は対立していた独裁政権によって支配されていた国家機関を維持するよう促している。

## 軍事行動
シリア南部攻勢を主導したのはSORである。他の反体制派の協力を得て、SORはシリア軍と親アサド・イラン武装勢力の撤退後、ダルアー市とその周辺の小さな町を占領した。SORは、ダルアー地区を完全に掌握し、その近隣をくまなく捜索し、政府機関の安全を確保し始めたと主張した。またSORは、シリア南西部のイスラエル占領地ゴラン高原に近いクネイトラ県を完全に制圧したと述べた。これに対してイスラエル国防軍は、「ゴラン高原地域に増援部隊を配備した」と発表した。
2024年12月7日、SORのスポークスマンは、ダマスカスに向かって突き進む計画を発表し、「我々の目標はダマスカスであり、我々の集合地点はウマイヤ広場である 」と述べた。同日、南部反乱軍のハサン・アブドゥルガニー司令官は、「わが軍は首都ダマスカス包囲の最終段階を実行に移し始めた」と宣言した。南部反乱軍とSORは、ダマスカス南口から20キロ離れた町アッ・サナマインを占領した後、ダマスカスを包囲した。
12月8日、ダマスカスは反政府勢力SORに占領され、バッシャール・アル＝アサド大統領は飛行機でシリアを脱出した。シリア国営テレビの放送で、反体制派の指導者たちが勝利を宣言した。ムハンマド・ガーズィー・アル＝ジャラーリー首相は、野党主導のシリア暫定政府に「手を差し伸べる」ことを表明し、協力を申し出た。一部の情報筋によると、2024年12月9日までに暫定政府への権力移譲に関する合意が調印される可能性があるという。SORの軍事報道官であるナッシム・アブ・アラ大佐は、シリア軍が急速に崩壊したのは、「ダルアーのいくつかの地域から交戦地点と攻撃を拡大し、多くの軍事拠点と検問所を素早く制圧した」ためであり、これが「士気の崩壊」を引き起こしたと述べた。12月9日現在、SORはシリア南部の大半の州を支配している。